# سرعوفيات البحر
سرعوفيات البحر أو سُكيليات (الاسم العلمي Squillidae)، فصيلة دويبات بحرية من القشريات ورتبة فميات الأرجل.